# Clay Morrow
Clarence "Clay" Morrow est un personnage de fiction créé par Kurt Sutter pour la série Sons of Anarchy. Il est interprété par Ron Perlman.
Clay est l'ancien président du Sons of Anarchy Motorcycle Club, un gang de bikers basé à Charming en Californie. Il porte un certain nombre de tatouages, comme une faucheuse sur son bras droit et l'insigne des United States Army Rangers sur le gauche.
Dans la première version du script, le rôle était tenu par Scott Glenn.

## Biographie
Clay Morrow est né en 1949. En 1967, il est le plus jeune et dernier des « First 9 » à être entré dans les Sons of Anarchy et un vétéran des Rangers américains ayant servi au Viêt Nam jusqu'en 1972. À son retour de l'armée, il ouvre le garage Teller-Morrow avec son ami fondateur des Sons, John Teller. Il est responsable de plusieurs meurtres exécutés pendant la guerre de Samcro contre les Mayans, dont celui de Lowell Harland Senior, un mécanicien du garage devenu un informateur de l'ATF.
Il devient le Président des Sons de Charming à la mort de John Teller, en 1993, se retrouvant ainsi à la tête de tous les Sons à travers le monde, le chapitre de Californie marquant les origines des Sons. Il est marié avec l'ex-femme de John, Gemma, et a adopté son fils, Jax, qu'il a fait vice-président de Samcro ainsi que son successeur. Sous sa présidence, le club est devenu une entreprise criminelle bien plus marquée que par le passé.
Ses insignes éclairent sa position au sein du club : « President », « First 9 » (c'est-à-dire l'un des neuf premiers membres du chapitre mère originel) et « Men of Mayhem » (c'est-à-dire ayant déjà versé son sang ou fait de la prison pour le club). Son poste au sein du club avant la mort de John n'est pas précisé.
Il meurt tué par son beau-fils, Jax, à la fin de la sixième saison, qui avait pris sa place de président des Sons of Anarchy durant la quatrième.

### Saison 1
Les Sons découvrent que leur entrepôt de stockage d'armes est en train d'être incendié. La SOA se précipite sur les lieux, où des policiers locaux enquêtent déjà. Clay parle au shérif Vic Trammel de l'incendie, qui affirme que les réservoirs de propane à l'intérieur du bâtiment ont explosé et qu'il soupçonne un incendie criminel en raison des empreintes de bottes à l'intérieur. Trammel montre ensuite à Clay les cadavres brûlés des personnes cachées sous le bâtiment, qui étaient des immigrants illégaux. Il est révélé plus tard qu'il s'agissait de prostituées mexicaines "appartenant" au sergent d'armes du club, Tig Trager . Clay va alors rencontrer Laroy , le leader des One-Niners , dans l' East Bay. Il doit vendre des armes au gang, mais comme elles ont été détruites, il doit expliquer ce qui s'est passé à l'entrepôt. Laroy a besoin des armes pour protéger leur commerce d'héroïne d'un autre club de motards, les Mayas , et laisse finalement Clay avoir plus de temps pour rassembler plus d'armes pour lui. Les Sons of Anarchy découvrent alors que ce sont les Mayas qui ont volé les armes et détruit l'entrepôt de stockage, et décident de se venger. Juice Ortiz , l'officier du renseignement du club, découvre où les Mayas ont entreposé les armes et Clay, Tig, Jax et Chibs Telford se dirigent tous vers San Leandro .pour les récupérer. Lorsqu'ils arrivent à l'entrepôt de stockage industriel et trouvent les armes, trois Mayas se présentent dans une voiture à l'extérieur. Clay et Tig tirent alors et tuent les Mayas. Jax est abattu par un autre homme, qui a un certain nombre de tatouages nazis et suprématistes blancs . Il était membre des Nordics , un gang local de skinheads allié aux Mayas, et il apparaît plus tard qu'il s'appelle Whistler. Jax se retourne et tire deux fois sur Whistler, le tuant. Ils s'échappent avec les armes et détruisent le bâtiment à l'aide d'explosifs.
Wayne Unser , le chef du charmant département de police, s'est toujours bien entendu avec les Sons of Anarchy pendant son mandat, et les a même parfois employés comme muscle. Cependant, il est en train de mourir d'un cancer et prendra sa retraite à la fin du mois, cédant le pouvoir à son adjoint, David Hale , qui se méfie ouvertement de la SOA et va presque certainement ouvrir une enquête sur le club. Pour avertir Unser de garder Hale hors de leur cas, Clay, Bobby Munson (le trésorier du club) et Opie Winston détournent une cargaison qu'ils sont censés protéger et menacent d'en détourner d'autres. En signe de bonne volonté, ils donnent le contenu du camion à la mafia italo-américaine locale, car leur livraison d'armes est en retard. Pendant ce temps, Tig sort et dit à Clay qu'il a eu des relations sexuelles avec les deux femmes trouvées à l'entrepôt et que son ADN est dans la base de données de la police. Clay ordonne à Tig et Bobby de se débarrasser des corps. Le couple récupère ensuite les cadavres du site de la police et les brûle dans un four. Hale est furieux quand il découvre que les corps ont disparu, et il menace Clay de fermer définitivement la SOA.
L'homme d'affaires local Elliot Oswald se rend à Clay après que sa fille de 13 ans a été violée lors d'un carnaval et demande aux Sons of Anarchy de traquer le violeur et de le tuer, en échange d'argent. Clay refuse l'argent mais insiste sur le fait que s'ils l'attrapent, il doit exécuter lui-même la punition. Juice et Gemma découvrent que le violeur est l'un des forains et le gang le capture et l'amène à Oswald, qui tente de le castrerlui mais ne peut se résoudre à le faire. Clay exécute alors la punition, mais porte des gants en le faisant. Il accuse ensuite Oswald pour le crime, car seules les empreintes digitales d'Oswald sont sur le couteau, car Oswald était sur le point de vendre une grande partie des terres autour de Charming aux grandes entreprises et au logement, ce qui remettrait en cause le règne de la SOA sur la ville. Jax est mécontent que Clay ne lui ait pas parlé du plan, cependant, et lui dit de toujours l'informer de ses futurs motifs.
Lorsqu'un agent du Bureau of Alcohol, Tobacco, Firearms and Explosives arrive à Charming et commence à enquêter sur le club, Clay décide qu'ils doivent déplacer leurs armes à Indian Hills, Nevada , où leur club frère, la Devil's Tribe , est basé. Il envoie également Bobby et Jax pour informer la tribu du diable que les Sons of Anarchy vont les réparer, et Tig et Juice pour voler un camion pour transporter les armes. Clay se rend également à Indian Hills pour effectuer la cérémonie de patch-over et apporte un certain nombre de membres de SOA Washington comme protection au cas où les Mayas se vengeraient d'un conflit antérieur impliquant Jax, Bobby et cinq Mayas. À la fête de patch-over, il a des relations sexuelles avec Cherry, une femme que Half-Sack aime, pour se venger d'avoir appelé Gemma une MILF plus tôt. Les Mayas finissent par riposter, comme prévu, en attaquant le club-house de la Devil's Tribe, et une grande fusillade s'ensuit.
Otto Delaney et un certain nombre d'autres membres emprisonnés de SAMCRO ont protégé Chuck à la prison de Stockton . Il est recherché par les Triades parce qu'il leur a volé de l'argent, puis a dénoncé un certain nombre de leurs membres lors de son arrestation. Lorsque Clay et Jax rendent visite à Otto en prison, il leur dit que s'ils protègent Chuck lors de sa libération, il les informera de l'endroit où se trouve l'argent qu'il a écrémé du gang des triades asiatiques. Ils acceptent et le récupèrent de prison et l'amènent au club-house. SAMCRO a l'intention d'attendre que le restaurant, où l'argent est stocké, ferme avant de le piller, mais les fréquentes masturbations inconscientes de Chuck leur sont insupportables et ils décident de piller le restaurant immédiatement. Cependant, juste après avoir volé l'argent et certainscontrefaçons d'assiettes, les Triades font leur apparition. Au lieu de déclencher une guerre, Clay décide de conclure un accord; SAMCRO remet Chuck et les assiettes pour 60 000 $ des Triades car l'argent écrémé est entièrement contrefait. Pendant ce temps, Kyle Hobart , un ancien membre disgracié de SAMCRO, se rend chez Jax et lui demande si les Sons veulent participer à son accord de vente de pièces de voitures volées. Jax accepte et l'invite au club-house ce soir-là. C'était une configuration , cependant, pour le punir de ne pas avoir fait enlever son tatouage SOA après avoir été désavoué par le club. Au club-house, ils l'attachent et Tig utilise un chalumeau pour brûler le tatouage.
Jax et Piney vendent cinq AK-47 à Nate Meineke et sa milice d'État de droite . Ils utilisent ensuite ces armes pour tendre une embuscade à un convoi de prisonniers et libérer l'un de leurs membres, Frank Cison. Trois policiers sont tués lors de l'assaut. Meineke laisse tomber son téléphone portable sur les lieux et ses derniers appels ont été à Clay Morrow. Lorsque l'ATF trouve le téléphone, ils arrêtent Clay et font une descente dans le club-house. Clay est ensuite libéré car aucune preuve n'a été trouvée, ce qui signifie qu'il ne peut plus être détenu. Pendant ce temps, Jax, Piney et Opie Winston décident de tuer Meineke et sa bande pour les empêcher de dénoncers'ils sont appréhendés par les autorités. Ils font semblant de leur vendre plus d'armes. Les "caisses de fusils" sont en réalité remplies d'explosifs, et les miliciens en chargent leurs camions. Tous les miliciens sont tués lorsque les bombes explosent.
Des ouvriers travaillant pour le Water and Power Board près de l'autoroute déterrent trois squelettes, dont deux Mayas tués pendant la guerre de 1992. L'autre était Lowell Harland Sr., mécanicien à Teller-Morrow. Il a été tué pour être un « rat junkie ». Pour empêcher l'identification des corps, Clay, Jax et Tig font irruption dans la morgue locale, prêts à voler les os. Cependant, les cadavres ont déjà été identifiés. Lorsque Clay raconte à Lowell Jr. la mort de son père, Lowell s'enfuit. Clay le retrouve et le ramène finalement en ville.
Clay est presque tué lorsque les Mayas tentent de lui tirer dessus lors d'un accord avec Cameron Hayes du True IRA dans un bar. Cependant, les deux soldats mayas sont abattus par Tig et le barman armé d'un fusil de chasse. Clay fait ensuite appel aux présidents et vice-présidents des Sons of Anarchy State de Washington , de l'Utah et du Nevada , dans le but d'éliminer les Mayas. Après le tournage, il remet en question l'engagement de Jax envers le club et la volonté de Jax de tuer.
Clay est emmené au poste de police local pour être interrogé sur les récentes fusillades, par Wayne Unser. Ernest Darby y est également détenu et Clay dit à Unser de faire venir Álvarez, afin que les trois chefs de gang tiennent une réunion et, espérons-le, empêchent de nouvelles effusions de sang. Il rencontre d'abord Darby et lui dit de ne pas riposter car cela déclencherait une guerre dans les rues de Charming. Il rencontre ensuite Álvarez et le couple conclut un accord; les Sons of Anarchy commenceront à vendre des armes aux Mayas, et tous les différends Maya-SOA (sur le territoire, les entreprises, etc.) se termineront en faveur de la SOA. Álvarez donne également aux Sons la permission de tuer Esai , pour se venger de la tentative de coup sur Clay.
Après que le club-house ait été perquisitionné et que Bobby ait été arrêté pour le meurtre de Brenan Hefner , Clay et Tig soupçonnent Opie d'être le témoin qui l'a identifié. C'était pourtant une autre personne. Quand Opie se présente au club-house, Tig vérifie si sa voiture a des bugs et trouve un microphone. Il trouve également un appareil d'enregistrement dans le téléphone portable d'Opie. Les deux ont été plantés par l'ATF à l'insu d'Opie. Clay et Tig décident alors de le tuer.
Clay et Tig rencontrent à nouveau le chef des One-Niners, Laroy, et ils discutent de l'élimination des Mayas. Ils conviennent que les fils rencontreraient les Mayas pour un accord d'armes et quand ils partiraient, les Niners élimineraient les Mayas et prendraient les armes en paiement. Cependant, lorsque Clay, Tig, Opie et Jax rencontrent Álvarez et son équipage dans un entrepôt à Oakland, les Niners tentent d'éliminer les Mayas et la SOA. Le groupe s'échappe, mais un certain nombre de Mayas et de Niners sont tués dans la fusillade. Tig tente de tuer Opie pendant les ravages, mais se trouve incapable de le faire. Plus tard, lors de la fête de retour du fils de Jax, Abel, Tig suit la voiture d'Opie chez lui et abat le chauffeur. Cependant, le chauffeur est la femme d'Opie, Donna, qui a changé de véhicule avec Opie. Juste après le départ de Tig pour tuer Opie, Clay est approché par Wayne Unser et dit qu'Opie n'est en fait pas un informateur et que l'ATF l'a piégé. Clay essaie de téléphoner à Tig pour lui dire, mais Tig ne porte pas son téléphone.
Rosen, l'avocat du club, rencontre Clay et lui dit que l'ATF a émis un mandat d'arrêt contre Opie et qu'il sera très probablement reconnu coupable du meurtre de Hefner à cause du témoin. Clay, Tig et Juice rencontrent alors Vic Trammel et lui offrent de l'argent pour révéler l'emplacement du témoin. Trammell ne sait pas, cependant, alors ils vont à Elliot Oswald. Ils le font à nouveau chanter avec le couteau qu'il a utilisé pour tuer le violeur plus tôt dans la saison, cette fois pour que ses amis du bureau du procureur américain lui disent le numéro de dossier et le lieu du témoin. Il envoie ensuite Chibs, Happy et Tig pour tuer le témoin, qui se trouve dans une maison sécurisée à San Joaquin .. Jax se rend au refuge et empêche le trio de tuer le témoin, mais la menace de quitter l'État. À l'église, Jax confronte Clay et lui demande s'il a tué Donna. Clay le nie. La première saison se termine aux funérailles de Donna, auxquelles assistent les Sons of Anarchy de tout le pays. Là, Jax et Clay se regardent et il est évident que le club se sépare de l'intérieur.

### Saison 2
Dans le premier épisode de la saison 2, nous voyons que Clay est toujours aux prises avec des remords pour ce qu'il a fait à Donna et qu'il affronte Jax à propos de sa mort. Nous le voyons donner à Opie une fausse histoire sur la façon dont un membre de Mayan MC a tué Donna et il organise une fête de bienvenue pour Bobby. Quand Ethan Zobelle et le LOAN commencent à menacer les membres de SAMCRO, Clay est pour des représailles immédiates, mais il est en désaccord avec Jax, qui pense que le club est peut-être en train de tomber dans un piège.
Il a récemment appris le viol de sa femme Gemma aux mains de LOAN et a réglé ses différends avec Jax, afin que les deux puissent travailler ensemble pour se venger. Il est maintenant démontré que Clay est plus en phase avec la méthode de fonctionnement de Jax, choisissant de faire plus de travail de reconnaissance avant d'entrer dans des situations potentiellement mortelles.
Dans la finale de la saison deux, Clay néglige d'informer Marcus Alvarez qu'Ethan Zobelle est un informateur du FBI, sachant que le chef maya tuerait Zobelle lui-même, perdant l'opportunité de Clay de faire l'acte. Plus tard dans l'épisode, les Sons tendent une embuscade au convoi maya contenant Zobelle et Clay épargnent la vie d'Alvarez. Clay et les autres coincent Zobelle dans une épicerie fine, mais décident d'abandonner les lieux après avoir appris l'enlèvement de son petit-fils. Il est vu pour la dernière fois en train de consoler son beau-fils désemparé Jax, dont le fils Abel (le petit-fils de Clay) a été kidnappé par le marchand d'armes de l'IRA Cameron Hayes.

### Saison 3
Dans les premiers épisodes, nous voyons que Clay est toujours attristé par la perte d'Abel et est prêt à aider Jax à tout prix. De plus, son arthrite continue de s'aggraver. Comme le montre l'épisode "Home", c'est devenu si grave que Jax a dû attacher les mains de Clay au guidon. Dans l'épisode "Turas", lorsque SAMCRO est presque tué par une bombe cachée dans une cargaison d'armes à feu déposée par le sergent d'armes SAMBEL, Jax a un obus choquévision de son père biologique lui parlant, mais il s'avère qu'il s'agit en fait de Clay. Dans l'épisode " Firinne ", Clay tue McGee, membre du First 9 et président du Belfast Chapter, pour sa trahison contre le club en le poussant d'un toit après avoir pris sa coupe. Il brûle plus tard la coupure après avoir exprimé des remords pour le meurtre. Dans la finale de la saison 3, lorsque Clay apprend la trahison de Jax, il semble enragé et dit "Jax mourra". En fin de compte, il est révélé qu'il était au courant de l'accord de Jax avec Stahl et que cela faisait partie d'un plan pour exécuter Jimmy O. et Stahl. Lorsque le plan est terminé, Clay et les autres partagent un rire, à la grande confusion des agents de l'ATF. Toujours à la fin de l'épisode, alors que Tara lit les lettres que John Teller a écrites à Maureen Ashby

### Saison 4
Clay est considéré comme l'un des nombreux membres de SAMCRO sortis de prison. Il échappe plus tard à leur queue de shérif et accompagne la rencontre de Jax et Opie avec les Russes, où il règle leurs différends et forme un partenariat avec eux. Il assiste au mariage d'Opie et va tester une nouvelle arme donnée par Putlova. Alors qu'il tire avec l'arme, il se retourne et tire sur les gardes du corps de Putlova et Jax poignarde Putlova à mort pour se venger d'avoir tenté de le tuer en prison. Il dit également à Gemma que son arthrite s'est aggravée et qu'il ne lui reste plus qu'un ou deux ans avant de devoir quitter la présidence de SAMCRO. De plus, pendant qu'il était en prison, il a conclu un accord pour faire circuler de la cocaïne pour le cartel Gallindo, mais cela ne convient pas aux autres membres du club, car SOA évite la drogue. Quand le club se rend en Arizona et rencontre la charte de Tucson, SAMTAZ, il exige que la charte cesse de vendre de la méthamphétamine. Cette demande est refusée, car la vente génère trop d'argent pour que le club y renonce. Otto veut la mort du meurtrier de Luann, et la question est soulevée dans la chapelle. Clay est alors confronté à Piney, qui menace Clay que si Clay ne tue pas l'accord de cocaïne avec le cartel Gallindo, Piney distribuera des lettres au club concernant le meurtre de John Teller aux autres membres. Clay discute de la menace avec Gemma, révélant que Clay a tué Teller. Clay rencontre plus tard Unser et obtient les lettres de lui, ignorant que Gemma a le même plan. Après qu'Unser ait obtenu une copie des lettres, il confronte Clay. Clay répond qu'il ne regrette pas d'avoir fait ce qu'il a fait car cela a protégé le Club et Charming. Lorsqu'il rend visite à Georgie Caruso, il prétend avoir des liens avec des familles japonaises millionnaires. Clay voit immédiatement une occasion de faire croire à Jacob Hale qu'il a des investisseurs à temps. Son idée est qu'il fera retirer les investisseurs à la dernière minute, ce qui mettra fin à Charming Heights. Après avoir récupéré la dernière brique de cocaïne que Juice avait volée, accusant Miles pour cela, Clay demande à Roméo de l'aider à tuer Tara, pour garder le secret des lettres cachées.
Clay vient à la cabane de Piney dans la nuit. Après avoir discuté des problèmes de confiance et des différences dans la cabine, Clay part, seulement pour casser la porte, faisant tomber Piney de ses pieds. Piney supplie Clay de ne pas impliquer Tara dans les lettres de JT. Clay tire sur Piney dans la poitrine avec un fusil de chasse, le tuant. Cela fait de Piney le 3e membre des First 9 et le 2e et dernier membre cofondateur des Sons of Anarchy à être tué aux mains de Clay. Clay laisse les marques du cartel pour les impliquer dans le meurtre. Compte tenu des circonstances difficiles du club, Clay convoque les Irish Kings à une réunion pour établir un nouvel accord qui leur permet de survivre à la guerre contre Lobo Sonora. Il apprend plus tard que les One Niners ont eu affaire aux Sonora et que les Sons planifient une attaque en utilisant les Niners pour les attirer. Cela échoue, cependant, car Sonora'lance-grenades. Luis, le bras droit de Romero, donne à Clay un téléphone portable avec son contact pour tuer Tara. Jax confronte Clay quand il apprend de Bobby que Clay voulait Bobby, au lieu d'Opie, comme président comme c'était l'accord. Clay dit que c'est la faute de Tara si Jax a changé, mais Jax l'avertit de ne plus jamais l'insulter comme ça. Gemma dit à Clay que Tara ne révélera pas les lettres à Jax de peur que Jax ne s'enfonce plus profondément dans le club par culpabilité. Clay promet à Gemma qu'il ne fera pas de mal à Tara, mais il utilise le téléphone portable que Luis lui a donné, et le lendemain matin paie au contact 25 000 dollars pour le meurtre. Après avoir découvert que Jax et les bébés sont avec elle, Clay tente désespérément d'arrêter le coup, mais échoue et Tara a la main cassée par une portière de voiture tout en luttant pour s'échapper. Clay rencontre Roméo et obtient un remboursement, avec Roméo prenant l'affaire en main personnellement, et Clay convient à contrecœur que Tara est mieux morte. Gemma confronte Clay à propos du coup et une violente bagarre s'ensuit entre les deux, y compris Gemma tirant sur Clay (délibérément disparu) et obtenant un coup de poing puissant et un coup de pied contre Clay, avec Clay se blessant, mais Clay prend le dessus et bat sévèrement Le visage de Gemma. Cette nuit-là, il décide de dormir au club-house. Opie découvre plus tard que Clay était à l'origine de la mort de Piney et cherche à se venger, finissant par tirer deux fois sur Clay dans le torse. Clay survit à la fusillade mais se trouve en soins intensifs. Plus tard dans l'épisode, Gemma a donné à Jax les lettres de son père à Maureen Ashby. Après avoir lu les lettres et réalisé que Clay est responsable de la mort de John Teller, Jax jure de tuer Clay. Jax pointe un couteau vers Clay' s gorge et le fait démissionner en tant que président et lui ordonne de ne plus jamais s'approcher de sa famille. Bien que Clay essaie d'expliquer ses raisons, Jax refuse d'écouter et prend son écusson de président, mettant ainsi fin au règne de Clay en tant que président de SAMCRO.

### Saison 5
Il est démontré que Clay est sorti de l'hôpital, mais a besoin d'un réservoir d'oxygène en raison de sa blessure aux poumons. Il est montré en train d'essayer de faire amende honorable avec Gemma, mais elle le repousse froidement. Il révèle plus tard au club qu'il a assassiné Piney, mais déclare que Piney était ivre et a essayé de le tuer en premier et Opie l'a découvert et est celui qui lui a tiré dessus. Les règles du club (du fait qu'il a tué un membre) signifient qu'ils doivent voter pour l'expulser. Lorsque Jax remet en question ses motivations pour le dire au club, il nie tout. Il a été démontré que son arthrite a atteint le point où il ne peut plus du tout faire de vélo. Il se rend plus tard dans sa maison cambriolée et celle de Gemma et s'inquiète du vol de son coffre-fort. Il va ensuite rendre visite à Opie et le convainc de ne pas s'éloigner du club à cause de lui, car il est "déjà à moitié mort". Il découvre plus tard où Gemma est allée de Juice. Il se rend au bordel et confronte Nero, le propriétaire et nouveau prétendant de Gemma. Il "cherche alors du réconfort" auprès d'une jeune prostituée pour mettre Gemma en colère. Gemma attaque alors la fille, la faisant partir. Lorsque l'opération de Nero est arrêtée plus tard et que lui et Gemma sont arrêtés, il est probable que Clay était derrière.
Le prochain épisode "Small World" montre que Clay a récupéré au point de ne plus avoir besoin de son réservoir d'oxygène, bien qu'il continue à le porter (soit par sympathie, soit pour garder les gens au dépourvu). Il aide plus tard Gemma à prendre soin d'un cadavre (la demi-sœur de Néron) et les deux semblent être en meilleurs termes. A la fin de l'épisode, il affronte les trois nomades responsables des cambriolages de Charming et de la mort de la femme du shérif Roosevelt. Il en frappe une au visage en s'exclamant "Tu n'étais pas censé la tuer!" Cela montre que Clay a tiré les ficelles derrière les invasions de domicile. Le prochain épisode "Toad's Wild Ride" révèle que les nomades (Go-Go, Greg et Frankie) ont conclu un accord avec Clay pour l'aider à revenir à la tête de la table en échange d'une part de la part de Clay des armes à feu et de la cocaïne. argent. Les cambriolages étaient la façon pour Clay de retourner Charming contre Jax. Quand Unser (qui a enquêté sur les cambriolages) est sur le point de découvrir la vérité, Go-Go et Greg rencontrent Clay pour discuter de le tuer, tandis que Frankie entre dans la clandestinité. Clay rencontre Unser dans sa bande-annonce pour parler de la confiance et de l'amitié entre eux. Lorsque Go-Go et Greg enfoncent la porte, Unser abat Go-Go avec son fusil à double canon. Clay les trahit, tirant dans la tête de Greg avec son pistolet. Lorsque Juice (qui a vu Go-Go et Greg aller à la caravane d'Unser) demande à Clay ce qui se passe, Clay nie toute implication. Jax et le reste du club découvrent leur attaque contre Unser et Jax accuse en privé Clay d'utiliser les nomades pour saper son leadership. Clay déclare que Pope est celui qui a embauché les nomades, Jax prétend qu'il trouvera Frankie et qu’il découvrira la vérité. Dans " Ablation ", Clay rend visite à Gemma, Abel et Thomas à l'hôpital après un accident de voiture provoqué par la marijuana. Il dit à Jax qu'un camion l'a chassée de la route pour la protéger. Jax, qui a découvert le mensonge, dit à Clay qu'il comprend pourquoi il a menti et que Gemma est morte pour sa famille, et il veut qu'il prenne soin d'elle. "Andare Pascare" montre le club découvrant que Frankie se cache avec une famille mafieuse, les payant avec de l'argent volé à Nero. Ils votent à l'unanimité pour le tuer après avoir extrait les informations dont ils ont besoin. Lorsque Clay apprend de Jimmy Cacuzza l'emplacement d'un refuge mafieux où se cache Frankie, Clay et Juice s'y rendent pour le tuer afin de l'empêcher de sortir Clay (Juice agissant sous prétexte de le repérer). Lorsque Frankie se barricade dans la maison et tire sur les deux, Clay conduit la camionnette dans le réservoir d'essence à l'extérieur, faisant exploser la maison. Juste au moment où Clay est sur le point de tuer Frankie, Jax et les autres se présentent, après avoir vu l'explosion. Cependant, Frankie est rapidement abattu par le Mafia Don enragé pour avoir tué l'un de ses hommes avant qu'il ne puisse leur dire quoi que ce soit. Bobby demande plus tard à Clay s'il y a quelque chose qu'il veut lui dire (ce qui implique qu'il est également au courant de ses relations avec les nomades). Quand Clay prétend que sa conscience est claire, Bobby déclare "J'espère que tu es aussi intelligent que tu le penses, parce que j'en ai marre de brûler des amis". L'épisode se termine avec Gemma venant à Clay pour l'aider avec ses injections de cortisone. Jax et les autres se présentent, après avoir vu l'explosion. 
Le prochain épisode "Crucifixed" montre Clay négociant avec Romeo et Luis pour la protection car une fois l'affaire RICO terminée, il n'aura plus besoin de Clay et le tuera très probablement. Roméo propose de se débarrasser de Jax et de remettre Clay en tête de table. Clay n'est pas d'accord avec l'accord, Roméo déclare "Oui, tu le feras". Plus tard, Gemma et Clay se rapprochent de chez Clay, où Gemma insiste pour qu'ils rentrent chez eux. Ils sont vus pour la dernière fois assis sur leur lit en train de parler, où Clay avoue qu'il ne peut pas supporter de la perdre à nouveau. Gemma l'embrasse passionnément et ils s'effondrent sur le lit. Le prochain épisode " To Thine Own Self " montre Clay apprenant le meurtre d'une infirmière par Otto, mettant fin à l'affaire RICO. Il est montré, pour des raisons inconnues, essayant de sauver Jax de Roméo et l'avertit de travailler avec le cartel assez longtemps pour rendre le club légitime et partir. Il refuse en déclarant "J'ai fini de m'incliner devant des hommes avides qui n'ont rien en quoi croire". Lorsque Jax révèle un nouvel accord au Club, qui permettrait aux Mayas et aux Triades de prendre en charge la cocaïne et la vente de gros canons, respectivement, Clay vote oui avec tout le monde. On lui montre plus tard déplacer des documents juridiques qui lui ont été donnés par les Nomades vers un autre endroit, pour se protéger du Club trouvant cette preuve importante de sa trahison. La fin de l'épisode montre Bobby se rendant chez Clay et Gemma pour lui parler "d'essayer de te garder en vie". Il est révélé dans "Darthy" que Bobby a convaincu Clay d'avouer son rôle dans les attaques Nomad en échange d'un veto à sa mort :"Une visite de M. Mayhem" ) nécessitent un vote à l'unanimité. Clay rencontre également Gaylen, lui dit qu'il envisage de créer son propre équipage pour faire fonctionner toutes les armes que SAMCRO ne récupère pas et demande un avion pour Belfast pour attendre tout danger immédiat. Il donne également à Juice une arme à feu qu'il apprécie pour tout ce qu'il a fait pour lui. À la fin de l'épisode, Clay a été exclu du club après avoir tout révélé. Après que Jax ait battu Clay de frustration de ne pas avoir été autorisé à le tuer, Happy enlève les tatouages SAMCRO de l'ancien président du club sur son dos et son bras en les maculant avec une aiguille et de l'encre de tatouage noire sous le regard du reste du club.
Il est montré qu'il est prêt à partir lors de la finale de la saison lorsque Roosevelt et plusieurs policiers déclarent avoir trouvé son arme (la même qu'il a donnée à Juice) sur une scène de crime comme l'arme du crime qui a tué Damon Pope et trois de ses hommes. Quand il demande à Gemma de se porter garant pour lui, elle déclare qu'il était parti avec l'arme et qu'elle ne savait pas qu'il allait tuer quelqu'un. Il est arrêté et est vu pour la dernière fois dans une camionnette de transport pénitentiaire avec deux hommes noirs. Pendant ce temps, Jax a convaincu les lieutenants de Pope que Clay était le tueur de Pope; selon l'ordre permanent du pape en cas de décès, ils offrent une récompense de 5 millions de dollars pour le meurtre de Clay.

### Saison 6
Au début de la saison, Clay est placé en garde à vue après son arrestation pour le meurtre de Damon Pope. Clay reçoit la visite du maréchal américain à la retraite Lee Toric, le frère de l'infirmière assassinée par Otto. Toric, qui avait juré de se venger du club de motards, dit à Clay qu'il ne peut rester en garde à vue que s'il coopère à la constitution d'un dossier contre SAMCRO. Clay refuse initialement, mais après avoir été transféré dans la population générale et se rendant compte qu'il est certain d'être assassiné en représailles pour deux morts avec lesquelles il n'a rien à voir et qu'il n'a même pas approuvé, il accepte d'aider Toric et est renvoyé en détention préventive. Il demande plus tard une rencontre avec Gemma et Jax avant de signer l'accord. Il rencontre Gemma et semble s'excuser, bien que Gemma soupçonne qu'il a des arrière-pensées. Il rencontre Jax et déclare qu'il ne donnera rien à Toric et qu'il est désolé. En réponse à cela, il est expédié à Stockton, où il est attaqué par trois hommes noirs, mais ils l'épargnent et lui offrent une tige. Il l'utilise plus tard pour tuer un membre d'un groupe néo-nazi et obtient la protection du gang noir. Il reçoit une fois de plus la visite de Toric, qui lui montre Otto brutalisé. Clay glisse une tige à Otto et s'en va. Malgré les menaces de subir le même sort, Clay refuse de signer. Toric est ensuite tué par Otto avec la tige que Clay lui a donnée et Otto est tué par les gardes en réponse. qui lui montre Otto brutalisé. Clay glisse une tige à Otto et s'en va. Malgré les menaces de subir le même sort, Clay refuse de signer. Toric est ensuite tué par Otto avec la tige que Clay lui a donnée et Otto est tué par les gardes en réponse. qui lui montre Otto brutalisé. Clay glisse une tige à Otto et s'en va. Malgré les menaces de subir le même sort, Clay refuse de signer. Toric est ensuite tué par Otto avec la tige que Clay lui a donnée et Otto est tué par les gardes en réponse.
À la suite des retombées entre Jax et l'IRA, Clay est contacté par Galen O'Shea avec l'opportunité de continuer en tant que principal distributeur d'armes pour l'IRA en Californie du Nord. L'IRA s'arrangera pour que Clay s'échappe du transport de la prison sur le chemin de son audition et il se retirera à Belfast et constituera son propre nouvel équipage. Clay demande une visite conjugale à Gemma afin qu'il puisse lui faire rapporter cette information à Jax. Il paie deux gardes pour lui permettre de discuter avec Gemma, mais une fois la visite terminée, les gardes exigent de regarder Clay et Gemma faire l'amour pendant qu'ils se masturbent. Ils menacent de faire tuer Clay et Gemma accepte à contrecœur de le faire. Ensuite, Clay jure de tuer les deux gardes, mais Gemma lui dit que SAMCRO a besoin de lui vivant. Lorsque la date de transport de Clay est avancée, Galen fait appel à SAMCRO pour l'aider à attaquer son camion de transport afin de le libérer; Bobby est abattu pendant l'attaque et Juice tue un garde. Après avoir rencontré les Irlandais, Jax tue Galen et ses hommes. Il explique la situation, déclarant que le Club a voté à l'unanimité sur la manière de gérer la situation. Clay, acceptant son sort, se tient prêt. Jax exécute ensuite Clay en lui tirant dans le cou puis cinq fois dans la poitrine alors qu'il est au sol. Jax organise ensuite les corps pour donner l'impression que Clay s'est disputé avec les Irlandais et qu'ils sont tous morts dans une fusillade, lui permettant enfin de se venger de Clay ainsi que de Galen indiquant que le Club a voté à l'unanimité sur la manière de gérer la situation.